# Leucochloridium paradoxum
Leucochloridium paradoxum ist ein parasitischer Saugwurm (Klasse der Trematoda, Unterklasse der Digenea), der zu den Plattwürmern (Plathelminthes) zählt. Während seiner Entwicklung bilden sich in den Fühlern des Zwischenwirtes, Schnecken der Gattung Succinea, farbig gebänderte und pulsierende Sporozystenschläuche. Diese locken Vögel an, welche die Fühler fressen, da sie diese für Würmer halten, und hierdurch zum Endwirt des Parasiten werden.

## Lebenszyklus
Leucochloridium paradoxum lebt als Fühlerlarve in Succinea-Schnecken. Im Adultstadium lebt er als Urogonimus macrostomus in der Kloake oder der Bursa Fabricii (einem lymphatischen Organ) verschiedener Vogelarten. Die Eier des Saugwurms, die von einer harten Schale umgeben sind, gelangen mit dem Kot in die Umwelt.
Die Schnecken infizieren sich durch das Fressen von mit Eiern infiziertem Vogelkot.
Bei einem alternativen Infektionsweg schlüpfen die Wimpernlarven (Miracidien) noch im Kot und infizieren die Schnecke über den Augenstiel. Die Larven wandern vom Verdauungstrakt der Schnecke in die Mitteldarmdrüse, wo sie sich in Cercarien verwandeln. Durch ungeschlechtliche Vermehrung entstehen hunderte von Cercarien, die sich in der Leber zu Sporozysten entwickeln. Die Sporozysten sammeln sich in langen Schläuchen und bilden Brutsäcke, auch Sporozystenschläuche genannt. Ein oder mehrere Sporozystenschläuche erstrecken sich durch den ganzen Körper der Schnecke bis in die Fühler. Hierdurch werden die Fühler enorm vergrößert, es entsteht eine farbig gebänderte und pulsierende Fühlermade. L. paradoxum verändert das Verhalten der Schnecke so, dass sie eine höhere Mobilität zeigt und sich auf gut sichtbaren, gut beleuchteten Blättern einfindet. Die raupenähnliche Farbe und Bewegung im Fühler (siehe Video unten) lockt Vögel an, die die Fühler als Nahrung ansehen. Aufgrund der Größe der Fühler ist die Schnecke nicht mehr in der Lage, diese einzuziehen. Im Verdauungstrakt des Vogels entwickeln sich die Cercarien zu adulten Tieren. Diese vermehren sich in der Kloake sexuell und legen Eier, die wiederum über den Kot ausgeschieden werden.

## Morphologie
Die Unterscheidung der Leucochloridium-Arten ist aufgrund ihrer starken Ähnlichkeiten nicht einfach. Vielen Adulttieren fehlt eine harte Struktur und sie variieren in ihrer Größe. Leucochloridium-Arten werden anhand ihrer Sporozystenschläuche unterschieden. Die Sporozystenschläuche von L. paradoxum haben grüne Bänder mit dunkelbraunen und schwarzen Flecken. Während seiner Entwicklung nimmt der Parasit verschiedene Größen und Formen an.
L. paradoxum hat braune Eier mit ovaler Form. Die Mirazidien sind zu Beginn ihrer Entwicklung durchsichtig und haben eine längliche Form. Wenn die Mirazidien bereit für ihre Transmission sind, infizieren sie die Schnecke über den Augenstiel. Alternativ werden die Eier von Schnecken gefressen und schlüpfen im Darm der Schnecke. Nachdem die Mirazidien in die Schnecke eingedrungen sind und sich in Sporozysten transformiert haben, bilden sie die Fühlerlarve. Diese ist als grün, gelb und rot pulsierender Brutschlauch mit Sporozysten in ihrem Inneren zu erkennen. Die Sporozysten entwickeln sich zu Cerkarien mit Fortbewegungsapparat und Verdauungstrakt, der von einer exkretorischen Blase gesäumt ist, welche bis in den Schwanz reicht. Der Schwanz der Cerkarie hat Flossenfalten an seiner Ober- und Unterseite. An den Seiten des Schwanzes befinden sich Setae. Die Cerkarien haben zwei Augenpunkte. Am Ende des Zyklus befindet sich L. paradoxum im Wurmstadium, genannt Urogonimus macrostomus. In diesem Stadium ist der Wurm dorsal abgeflacht und hat Saugorgane, welche für die Anhaftung an die Darmwand des Vogels essentiell sind.

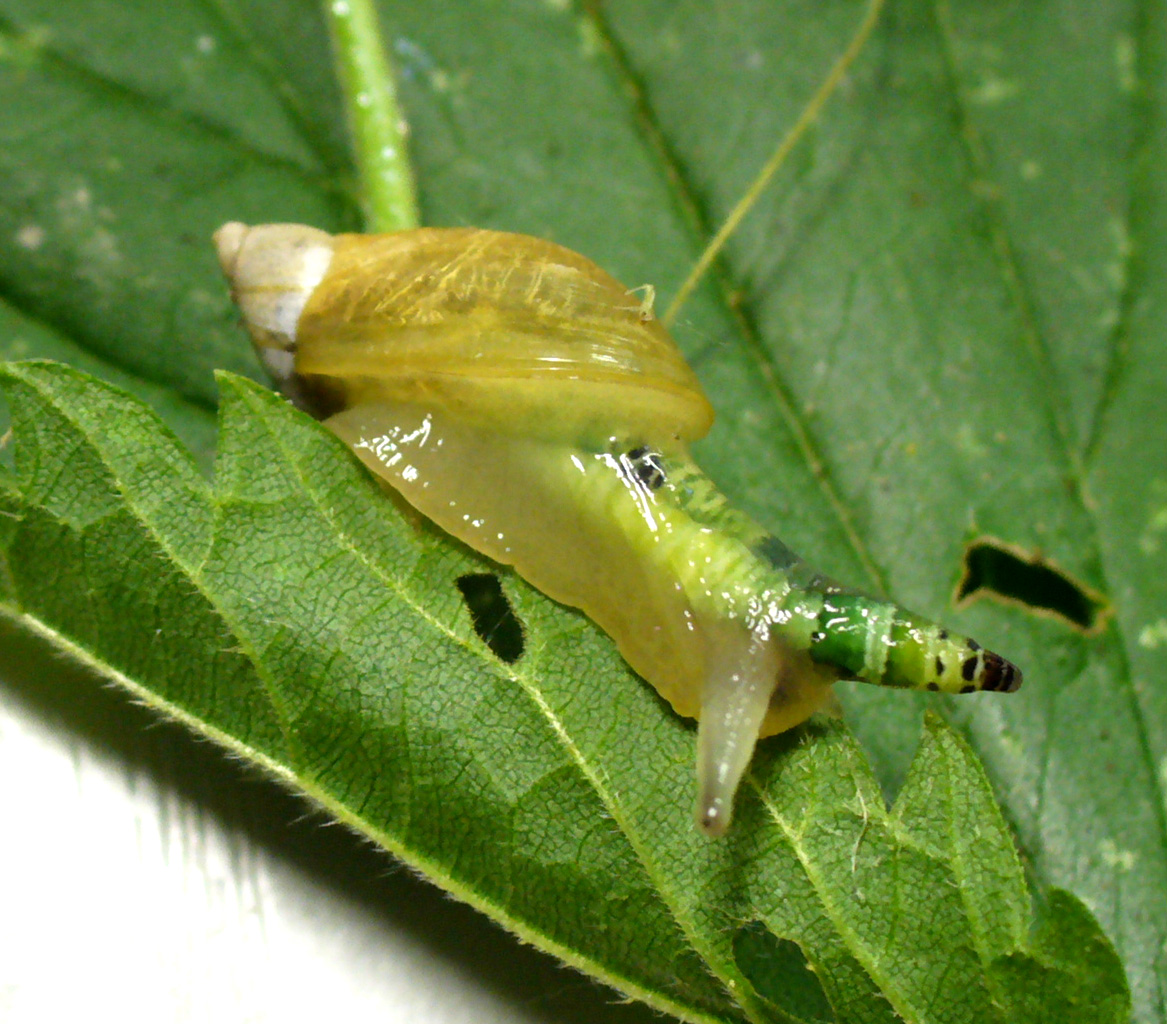
Mit L. paradoxum befallene Bernsteinschnecke

## Habitat
L. paradoxum lebt in feuchten Gebieten, beispielsweise nordamerikanischen oder europäischen Wäldern, wo sich ihre Hauptwirte, verschiedene insektenfressende Vögel (bspw. Rabenvögel, Spechte und Finken), und Zwischenwirte, Schnecken der Gattung Succinea, befinden.

## Verbreitungsgebiet

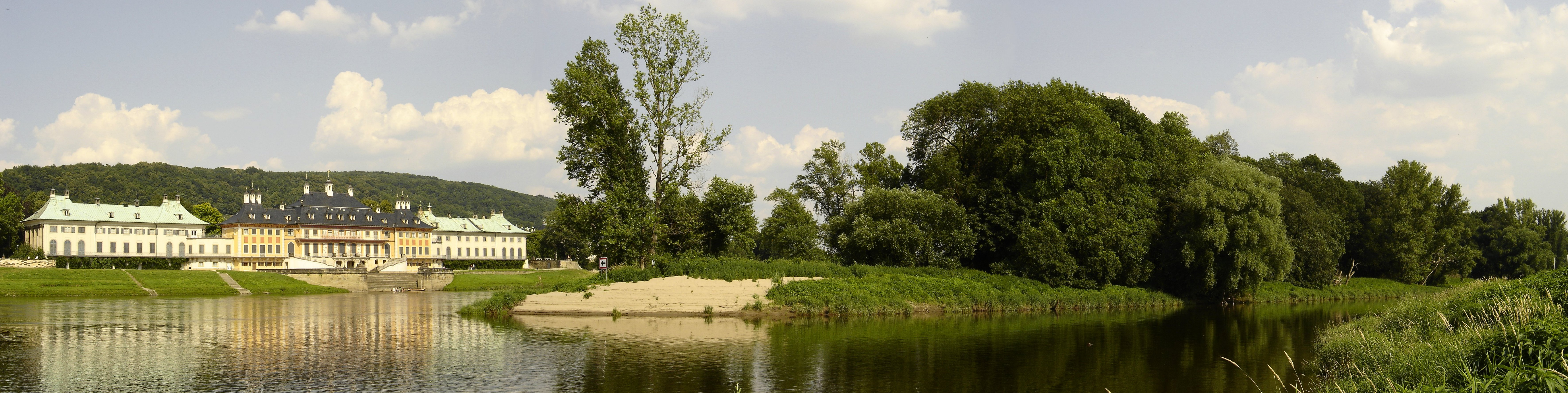
Typus-Fundort: Insel innerhalb der Elbe bei Pillnitz.

Leucochloridium paradoxum wurde erstmals anhand seines Sporozystenstadiums beschrieben, das auf einer Elbinsel bei Pillnitz in der Nähe von Dresden entdeckt wurde. Andere Fundorte sind: Norwegen und Polen.